# Giuseppe Felice Tosi
Giuseppe Felice Tosi (Bologna, 28 febbraio 1619 – Bologna, 14 dicembre 1693) è stato un compositore e organista italiano, padre di Pier Francesco Tosi, anch'egli compositore, studioso di musica e castrato.

## Biografia
Di Tosi non si hanno notizie certe riguardo ai suoi primi cinquantotto anni di vita, in quanto intraprese la carriera compositiva in età piuttosto avanzata; si può tuttavia desumere che ebbe modo di formarsi musicalmente nella città natale e che iniziò la sua carriera musicale come cantore alla Basilica di San Petronio di Bologna, dato che risulta essere nella lista dei musicisti pagati presso tale istituzione tra il 1636 ed il 1641.
Partecipò inoltre alla fondazione dell'Accademia Filarmonica di Bologna, nel 1666, della quale fu nominato presidente nel 1679.
Tra il 1680 ed il 1683 fu maestro di cappella dell'Oratorio dell'Annunziata di Ferrara, nel quale operava la colta e rinomata Accademia della Morte.
Dal 1682 al 1683 fu anche maestro di cappella della Cattedrale di Ferrara.
Dal 1686 assunse l'incarico di maestro di cappella della Chiesa di San Giovanni in Monte a Bologna, mentre, dal luglio 1692 al dicembre 1693, tornò a lavorare in San Petronio nel ruolo di secondo organista.

## Composizioni

### Opere a stampa
- Salmi concertati a 3 e 4 voci, con violini e ripieni [...] Opera Prima (Bologna, 1683)
- Il Primo Libro delle cantate da camera a voce sola [...] Opera Seconda (Bologna, 1688)

### Musica teatrale
- Il Celindo (favola drammatica musicale di Giovanni Battista Neri. Rappresentata per la prima volta a Cento nel 1677 al Teatro Accademico del Sole, ma composta nel 1674)
- Atide (dramma per musica di Tomaso Stanzani. Bologna, Teatro Formagliari, 1679. In collaborazione con Pietro Degli Antonii, Atto Secondo, e Giacomo Antonio Perti, Atto Terzo)
- Erismonda (dramma per musica di Tomaso Stanzani. Bologna, Teatro Formagliari, 1681)
- Il Vespasiano (dramma per musica di Giulio Cesare Corradi. Ferrara, Teatro Bonacossi, 1682. Revisione, con nuove aggiunte, dell'omonimo dramma di Carlo Pallavicino, composto e rappresentato a Venezia nel 1678 per inaugurare l'apertura del nuovo teatro San Giovanni Grisostomo)
- Traiano (dramma per musica di Matteo Noris. Venezia, Teatro SS. Giovanni e Paolo, 1684)
- Aladario (dramma per musica di Pinamonte Bonacossi. Ferrara, Teatro Bonacossi, 1685)
- Il Giunio Bruto (dramma per musica di Pietro Paolo Seta. Bologna, Teatro Formagliari, 1686)
- Orazio (dramma per musica di Vincenzo Grimani. Venezia, Teatro San Giovanni Grisostomo, 1688)
- Amulio e Numitore (dramma per musica di Adriano Morselli. Venezia, Teatro San Giovanni Grisostomo, 1689)
- L'età dell'oro (introduzione a un balletto regio di Lotto Lotti. Piacenza, Teatrino Nuovo, 1690)
- L'idea di tutte le perfezioni (introduzione a un balletto regio di Lotto Lotti. Piacenza, Teatrino Nuovo, 1690)
- Pirro e Demetrio (dramma per musica di Adriano Morselli. Venezia, Teatro San Giovanni Grisostomo, 1690)
- L'Alboino in Italia (dramma per musica di Giulio Cesare Corradi. Venezia, Teatro di SS. Giovanni e Paolo, 1691. In collaborazione con Carlo Francesco Pollarolo)
- L'incoronazione di Serse (dramma per musica di Adriano Morselli. Venezia, Teatro San Giovanni Grisostomo, 1691)

### Oratori
- L'Absalon (Ferrara, Chiesa di Santa Francesca Romana, 1682)